# Клестов, Иван Васильевич
Ива́н Васи́льевич Кле́стов (27 августа (8 сентября) 1872, село Гальяны Сарапульского уезда Вятской губернии — 2 апреля 1958, Куйбышев) — кузнецкий краевед, художник, основатель и первый директор кузнецкого краеведческого музея.

## Биохроника
Родился в бедной крестьянской семье, рано лишился отца.
Учился сначала в сельской школе, потом, благодаря помощи сельского священника и местного народного учителя поступил в уездное училище, которое окончил в 1887 году.
Служил некоторое время писцом, а после того, как познакомился со ссыльными студентами, поехал учиться в Казань и поступил в единственное доступное для него в то время учебное заведение — фельдшерскую школу, которую окончил в 1894 году. Во время пребывания в фельдшерской школе состоял в нелегальной организации, возглавляемой А. М. Стопани.
Служа фельдшером в Казани обучался в художественной школе в 1898—1903 годах.
В 1904 году переехал в Кузнецк и занял должность учителя рисования в реальном училище (ныне гимназия № 1), где работал в 1904—1929 годах.
В 1908 году организовал при реальном училище школьный музей, который потом послужил ядром для организации «Кузнецкого музея местного края имени А. Н. Радищева».
В 1910 году награждён орденом Святого Станислава III степени, в 1916 году — орденом Святой Анны III степени. В 1910 году он избирается членом Саратовской губернской учёной архивной комиссии, а в 1919 году — действительным членом Нижне-Волжского общества краеведения.
С 1914 года стал принимать участие в выставках, а с 1921 года заведовал музейной работой в городе.
В 1923 году областной музей назначает его уполномоченным по охране природы и памятников искусства и старины по Кузнецкому уезду.
В 1929 году переведён на службу в Самару в краевой музей.
В краевом музее состоял заместителем директора и заведующим краеведческим отделом с 1 сентября 1929 года. 17 сентября 1931 года переведён на должность научного сотрудника I разряда и заведующего разделом «Социалистическое строительство».
В Самарском областном художественном музее хранится его работа «Река Сура» («Долина реки Суры»), 1928—1930.

## Печатные труды
1. Пояснительный каталог «Постоянной Научно-Промышленной Выставки Кузнецкого уезда», 1928 год.
2. Исторические статьи в сборнике «Весь Кузнецк» и биография уроженца Кузнецкого уезда А. Н. Радищева.
3. Научные статьи в газете «Серп и Молот» и «Крестьянская жизнь» за 1922—1924 года и между прочим письма с сельскохозяйственной выставки 1923 года.
4. Статья в журнале «Кузнецк» за 1924 год — «1905-1906 год в Кузнецком уезде». Под псевдонимом «Старожил».
5. Обязательства (деньги) Кузнецкого Городского Самоуправления / Статья // журнал «Советский коллекционер». — 1917.
6. Рукопись «Салазочные рисунки кустарей села Сюзюм Кузнецкого района Средне-Волжского края»[4].